# Tierra Colorada (Leonardo Bravo)
Tierra Colorada es una localidad del estado mexicano de Guerrero. Es parte del municipio de Leonardo Bravo.

## Demografía
| Gráfica de evolución demográfica |
|                                  |

| Censo | Población |
| ----- | --------- |
| 1930  | 141       |
| 1940  | 159       |
| 1950  | 156       |
| 1960  | 266       |
| 1970  | 353       |
| 1980  | 395       |
| 1990  | 588       |
| 2000  | 722       |
| 2010  | 956       |
| 2020  | 1 140     |